# Tonträger 58
Tonträger 58 war ein Anfang der 1980er Jahre von Jörg A. Hoppe (* 1952) und Thomas Hermann in Hagen gegründetes Plattenlabel vorwiegend für deutschsprachige Punk- und NDW-Gruppen, das sich nach der ehemaligen Hagener Postleitzahl „58“ benannte.
Zu den herausgegebenen Platten zählten Singles der Gruppen KeinMenscH! und X-Quadrat. Auf dem 1981 veröffentlichten Sampler Alles aus Hagen erschienen 16 Gruppen aus dem Hagener Raum. Musik der Neuen Deutschen Welle wurde ebenfalls veröffentlicht. Das Label geht auf die Hagener Künstler-WG „B 56“ zurück, in der neben Hoppe selbst auch seine Freundin Gabi Lappen (KeinMenscH!) sowie Wolfgang Luthe (Performance-Künstler) und Kai Havaii (Extrabreit) wohnten und die als Keimzelle der Hagener Musikszene gilt. Labelgründer Hoppe war auch der erste Manager von Extrabreit. Auch wenn das Label nur acht Platten veröffentlichte, ist das Marketing erwähnenswert. Die Schallplatten des Labels wurden allesamt in der von Heike Wahnbaeck kurierten Ausstellung Komm nach Hagen, ... mach dein Glück! im September 2018 im Osthaus Museum Hagen gezeigt. Labelmitgründer Jörg A. Hoppe reiste zur Eröffnung an und gab in einer von Stadtradio Hagen begleiteten Podiumsveranstaltung Auskunft zu den Anfängen des Labels. Beispielsweise berichtete er über die Band KeinMenscH!, deren Musik erstmalig auf Tonträger 58 erschien und im Anschluss einen Vertragsabschluss bei Virgin Deutschland erlangen konnte.

„Eine historische Veröffentlichung, denn es war die erste Singleveröffentlichung von Virgin Records Deutschland.“

Hoppe wandte sich Mitte der 80er zunehmend Fernsehprojekten zu und stellte seinen Labelbetrieb mit seinem Umzug nach Berlin ein. Er erhielt für seine Fernsehproduktion Pop 2000 im Jahr 2000 den Adolf-Grimme-Preis. Auf der Berlinale 2015 erhielt er zusammen mit Klaus Maeck und Heiko Lange mit B-Movie: Lust & Sound in West-Berlin 1979–1989 den Heiner-Carow-Preis der DEFA-Stiftung. Seit 2018 widmet sich der Hagener intensiv der digitalen Krebsselbsthilfe-Community yeswecan!cer. Die Community umfasst aktuell etwa 20000 Nutzer.

## Labelveröffentlichungen
- Betamax: Modern/Ebene 0 (Single) 1980 Bestellnummer 58-001
- KeinMenscH!: Kein Mensch/Wir sind erzogen/Du Tom (Single) 1981 Bestellnummer 58-002
- No Names: Bullenterror/J.A.H./Panzerkrieg/Wechselschicht (Single) 1981 Bestellnummer 58-003
- Alles aus Hagen (Compilation-LP mit regionalen Bands) 1981 Bestellnummer 58-004
- X-Quadrat: X-Quadrat (EP) 1982 Bestellnummer 58-005
- Diese Herren: Hunger! (EP) 1982 Bestellnummer 58-006
- Wolfgang Luthe & Rolf Möller: Juppheidi im Morgengrauen (Maxisingle) 1982 Bestellnummer 58-007
- Stars au(f)s 58 – Alles aus Hagen II (Compilation-LP mit regionalen Bands) Bestellnummer 58-008